# Francesco Scoglio
Francesco Scoglio, parfois appelé Franco Scoglio (né le 2 mai 1941 à Lipari, dans la province de Messine, en Sicile et mort le 3 octobre 2005 à Gênes) était un entraîneur de football italien.

## Biographie
Surnommé il professore, Francesco Scoglio était un technicien très populaire en Italie en raison de ses nombreuses interventions à l'occasion d'émissions de télévision. Son infarctus fatal est d'ailleurs intervenu en direct lors d'une émission télévisée de débat sur le football (et pas lors d'un match comme l'annoncèrent à tort nombre de dépêches d'agence). C'est au cours d'un échange téléphonique avec le président de la Genoa, le club de cœur de Scoglio, que ce dernier s'est trouvé mal.